# Latinka Perović
Latinka Perović (in serbo Латинка Перовић?; Kragujevac, 4 ottobre 1933 – Belgrado, 12 dicembre 2022) è stata una politica e storica serba, ex leader comunista jugoslava. Durante l'esistenza della Repubblica Federale Socialista di Jugoslavia è stata tra il 1968 e il 1972 segretaria generale della Lega dei comunisti della Serbia. Nel 1972 la Lega dei comunisti della Jugoslavia l'ha destituita da quell'incarico insieme a Marko Nikezić e Mirko Tepavac con l'accusa di essere stati eccessivamente liberali. Il licenziamento dei liberali serbi nel 1972 fece seguito alla precedente destituzione dei nazionalisti croati della Primavera croata.
Dopo la sua rimozione dalla politica attiva, Perović si concentrò sul lavoro scientifico presso l'Istituto per la storia del movimento operaio della Serbia (l'odierno "Istituto per la storia recente della Serbia"). Durante la disgregazione della Jugoslavia degli anni '90 e le guerre jugoslave, Perović è stata uno dei critici più aspri del nazionalismo serbo, in particolare di Slobodan Milošević e del suo regime.

## Biografia
Perović era nata a Beloševac, (oggi Kragujevac), nell'allora Regno di Jugoslavia (attuale Serbia) il 4 ottobre 1933.  Perović effettuò gli studi a Kragujevac, quindi nel 1952 si trasferì a Belgrado laureandosi in storia presso l'Università di Belgrado e conseguendo un dottorato di ricerca in scienze politiche nel 1975 presso la stessa università.  In precedenza, aveva anche conseguito il master presso la Facoltà di Scienze Politiche di Begrado nel 1965.
A 27 anni era già presidente della Conferenza per l'attività sociale femminile della Jugoslavia (1960-1964). Perović è stata segretaria del Comitato centrale della Lega dei comunisti di Serbia dal 1968 al 1972. Era considerata la donna più influente in Serbia in quel momento e l'unica che non avesse ottenuto l'incarico sulla base del matrimonio con un uomo più potente di lei, ma piuttosto attraverso la propria intelligenza, competenza e ambizione.
Nel 1972 Marko Nikezić (il presidente del CC della LCS) e Perović furono rimossi (e con loro anche Mirko Tepavac) dai loro incarichi perché Josip Broz Tito considerava le loro opinioni troppo liberali,  filooccidentali e antisovietiche. Dopo di che, lei abbandonò la politica, dedicandosi alla ricerca storica e diventando nota come uno dei più importanti esperti di storia serba dal XIX secolo in poi.
Dal 1976 al 1998 Perović lavorò presso l'Istituto per la storia recente della Serbia.  Nei suoi scritti e studi sulla Serbia moderna, sottolineò spesso che la Serbia aveva bisogno di un politico che rivendicasse pubblicamente la responsabilità della distruzione operata nell'ex Jugoslavia in modo da aiutare la riconciliazione con gli stati vicini e prevenire il ripetersi di questo tipo della tragedia. Era contraria al regime di Slobodan Milošević, definendo il suo sistema politico una "cultura dell'omicidio". Dopo la guerra, è stata la prima persona in Serbia a definire il massacro di Srebrenica un genocidio e a chiedere la responsabilità della Serbia.
Dal 1993 Perović è stata redattore capo della rivista Currents of History.
Perović ha continuato a scrivere negli anni successivi. Il suo libro del 2015 "Dominantna i neželjena elita" (inglese: Dominant and Unwanted Elite) ha dato lo spunto alla risposta critica della sociologa croata Mira Bogdanović che nel suo libro del 2016 "Elitistički pasijans: Povijesni revizionizam Latinke Perović" (inglese: Elitist Passians: Historical Revisionism of Latinka Perović) ha criticato Perović per aver inventato concetti di élite dominanti e indesiderate che non esistono nella scienza sociologica.
Perović è morta a Belgrado il 12 dicembre 2022, all'età di 89 anni. È stata cremata nel cimitero di Novo Groblje di Belgrado il 21 dicembre 2022.

## Opere selezionate
Il libro del 2010 "Fatti e interpretazioni. Due conversazioni con Latinka Perovic" includeva una bibliografia dettagliata di Latinka Perović con l'elenco di 8 monografie, 10 fonti storiche con studi introduttivi sul XIX secolo, 9 fonti storiche con studi introduttivi sul XX e XXI secolo, 18 prefazioni e post scriptum, 78 studi, discussioni e articoli e 13 note recensioni. La bibliografia non includeva articoli, interviste e discorsi su promozioni di libri, che sono stati pubblicati su vari giornali e riviste così come necrologi.

### Monografie
- Pera Todorović, Rad. Belgrado,  1983
- Od centralizma do federalizma: KPJ o nacionalnom pitanju (Dal centralismo al federalismo: il Partito comunista di Jugoslavia e la questione nazionale), Globe, Zagabria, 1984
- Srpski socijalisti 19. veka: Prilog istoriji socijalističke misli (I socialisti serbi nel XIX secolo: contributo alla storia del pensiero socialista), 1985-1995
- Knj. 1: Prvi poznavaoci i pristalice socijalističkih učenja u Srbiji (Libro uno: primi intenditori e sostenitori delle idee socialiste in Serbia), Rad, Belgrado, 1985
- Knj. 2: Ideje i pokret Svetozara Markovića (Libro secondo: le idee e il movimento di Svetozar Markovic), Rad, Belgrado, 1985
- Knj. 3. Doktrina narodnjaštva teorijski okvir srpskog socijalizma (Libro terzo: La dottrina dei populisti è un quadro teorico del socialismo serbo),  Službeni lista SRJ, Belgrado, 1995
- Planirana revolucija. Ruski blankizam i jakobinizam (La rivoluzione pianificata. Blanquismo russo), BIGZ-Globus, Belgrado-Zagabria, 1988
- Zatvaranje kruga. Ishod rascepa 1971-1972 (La chiusura del cerchio. Conseguenze dello scisma 1971-1972), Svjetlost, Sarajevo, 1991
- Srpsko-ruske revolucionarne veze. Prilozi za istoriju narodnjaštva u Srbiji (Connessioni rivoluzionarie serbo-russe. Contributi per la storia delle idee populiste in Serbia), Službeni lista SRJ, Belgrado, 1994
- Ljudi, događaji, knjige, Helsinški odbor za ljudska prava u Srbiji (People, Events Books, Comitato di Helsinki per i diritti umani in Serbia), Belgrado, (due edizioni), 2000
- Između anarhije i autokratije. Srpsko društvo na prelazima vekova (XIX-XXI) (Between Anarchy and Autocracy. Società serba a cavallo dei secoli (XIX-XXI)), Helsinški odbor za ljudska prava u Srbiji, Belgrado, 2006